# Dirke

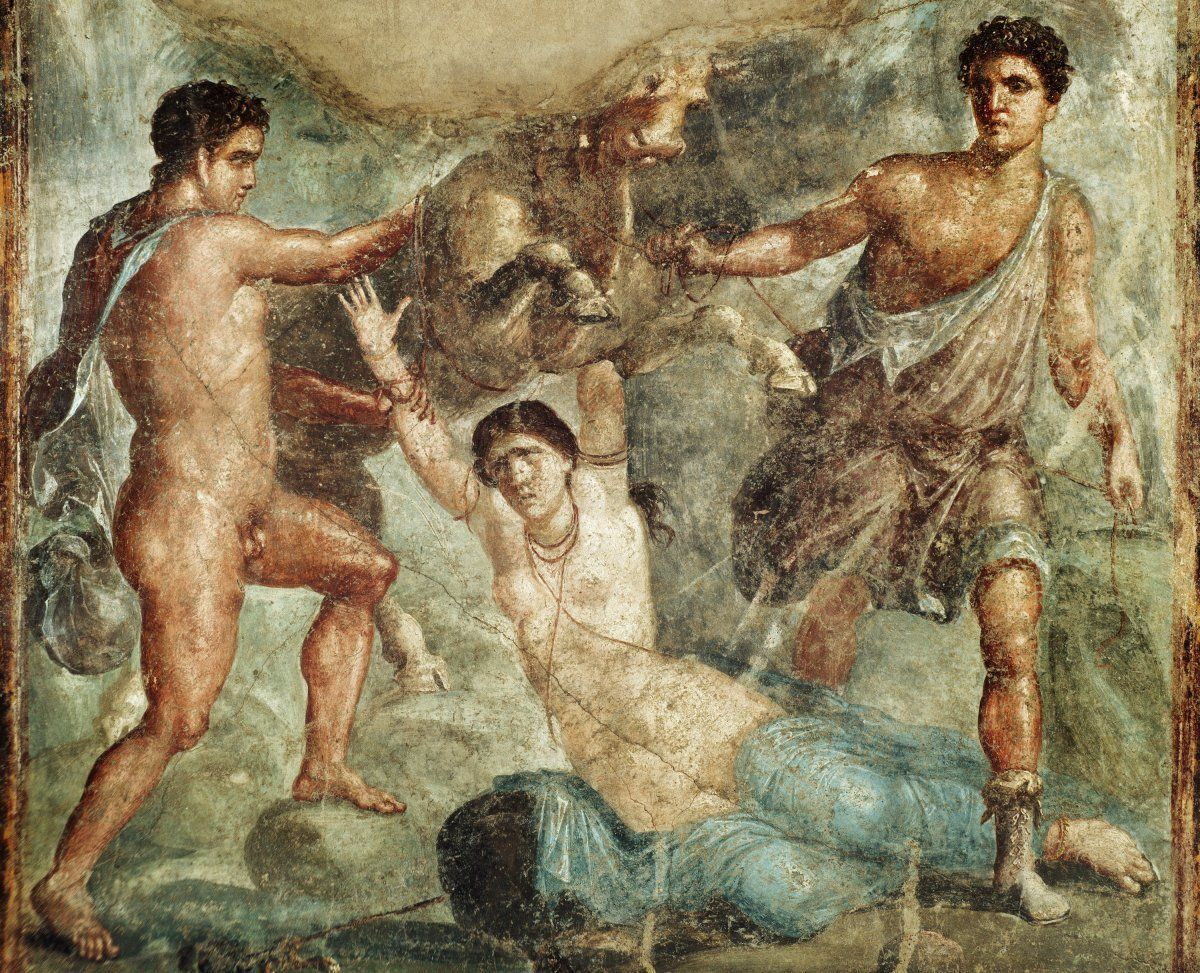
Die Bestrafung Dirkes. Wandmalerei aus dem Haus der Vettier

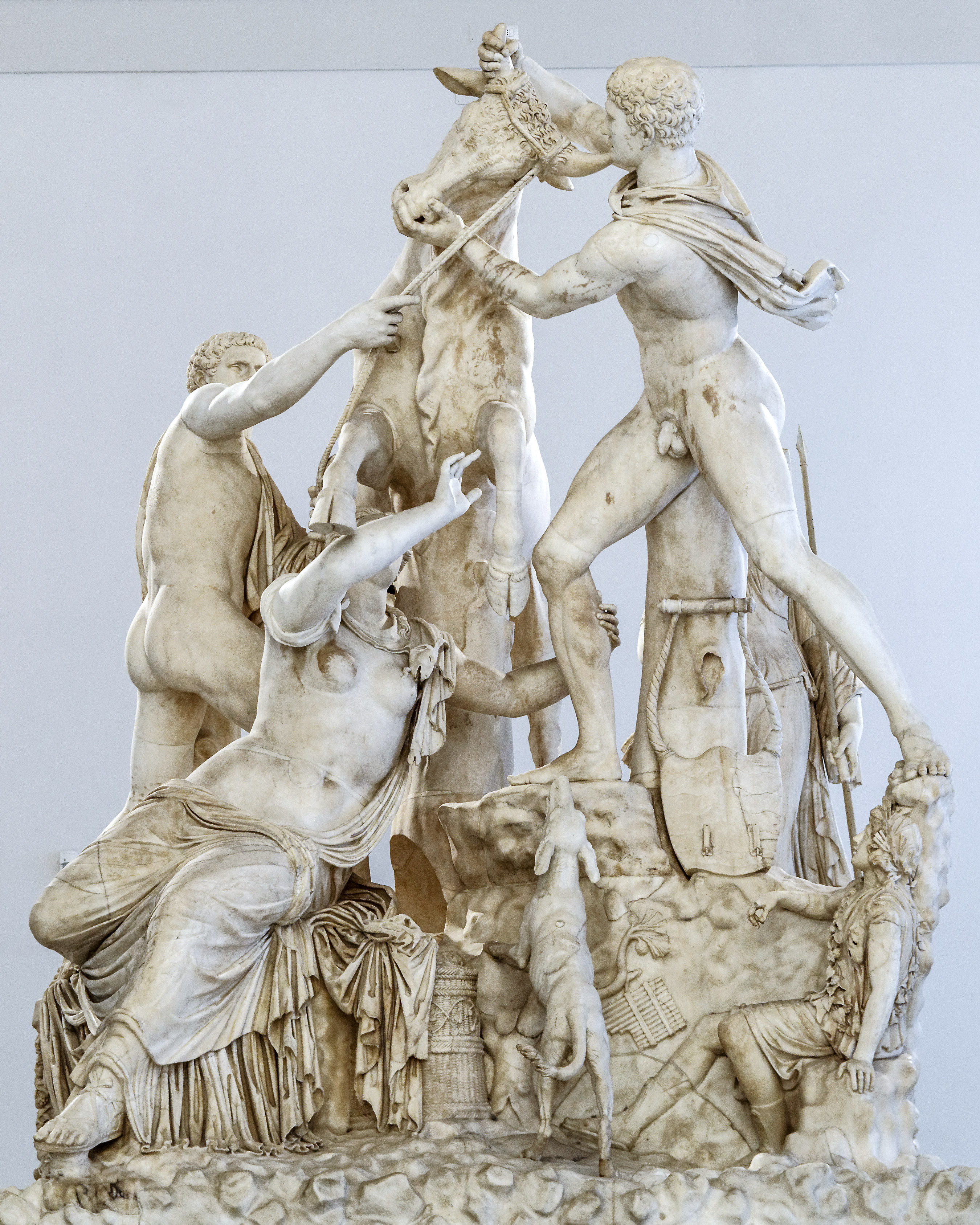
Der Farnesische Stier, eine der berühmtesten Darstellungen der Tötung Dirkes

Dirke (altgriechisch Δίρκη Dírkē, lateinisch Dirce) ist die Gattin des Königs Lykos, die in der griechischen Mythologie als sehr gewalttätig beschrieben wird und ihre verwitwete Nichte Antiope quält.

## Geschichte
Antiope war nach dem Tod ihres Vaters Nykteus von dessen Bruder Lykos aufgenommen worden. Nykteus starb, als er seine schöne Tochter aus den Händen des Entführers Epopeus befreite, der die Jungfrau jedoch schon geschändet hatte. Als diese später die Zwillinge Zethos und Amphion gebar, wurde die vermeintliche Frucht der Schändung im Gebirge ausgesetzt – erst später erkannte man, dass Zeus der Vater der Knaben war.
Antiope gelangte aber in den Haushalt des Lykos und dessen Gattin Dirke. Dirke sperrte, von Eifersucht zerfressen, die schöne Antiope in einen Keller, ließ sie bei Wasser und Brot spinnen und angekettet auf einem Stein schlafen. Auch brannte sie der Nichte mit einem glühenden Eisen die Locken ab und schlug ihr mit der Faust ins Gesicht. Erst Zeus erlöste Antiope, indem er Ketten und Tore öffnete. Als Antiope daraufhin ins Gebirge floh, geriet sie unvermittelt in die Obhut ihrer Söhne, die jedoch weder sie erkannten, noch von ihr erkannt wurden. Erst als die herbeigeeilte Dirke von den Zwillingen forderte, man möge die Ausreißerin an einen Stier binden und zu Tode schleifen, und diese auch bereit waren, der Königin zu gehorchen, enthüllte ein herbeigeeilter Hirte und Ziehvater der Zwillinge die verwandtschaftlichen Beziehungen und rettete Antiope vor Dirke. An ihrer statt banden die beiden Zwillinge nun die böse Tante an den Stier und brachten diese so zu Tode.